# Aplidium disiphonium
Aplidium disiphonium is een zakpijpensoort uit de familie van de Polyclinidae. De wetenschappelijke naam van de soort is voor het eerst geldig gepubliceerd in 1975 door Beniaminson.